# 聖靈山玉皇宮道元宗

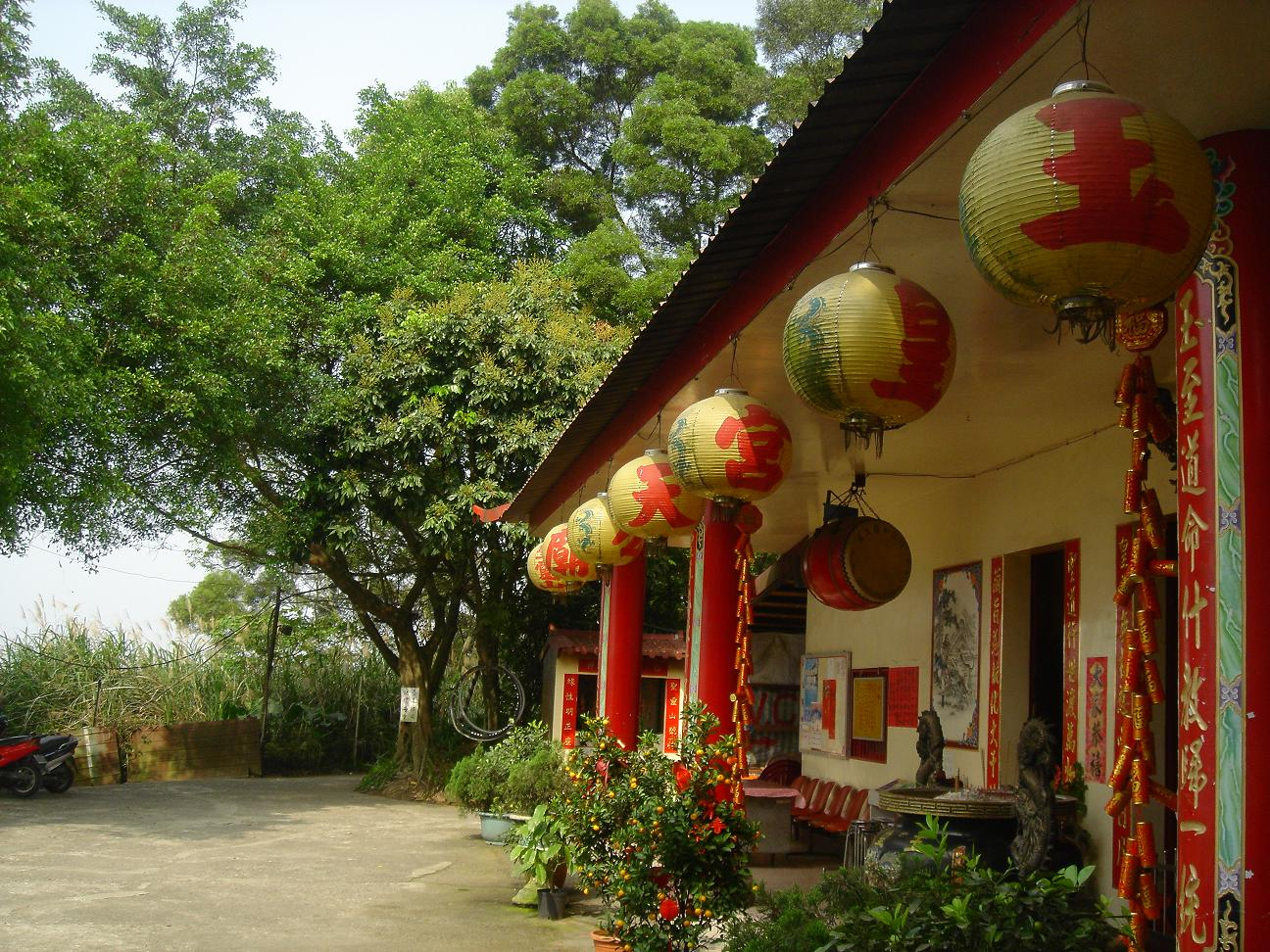
玉皇宮天公廟(中和區)

新北市中和區的玉皇宮是道教廟宇，主神祀奉玉皇大帝，後分支出玉皇宮道元宗主祀三官大帝，目前在鄰近山頭分成一廟一觀。

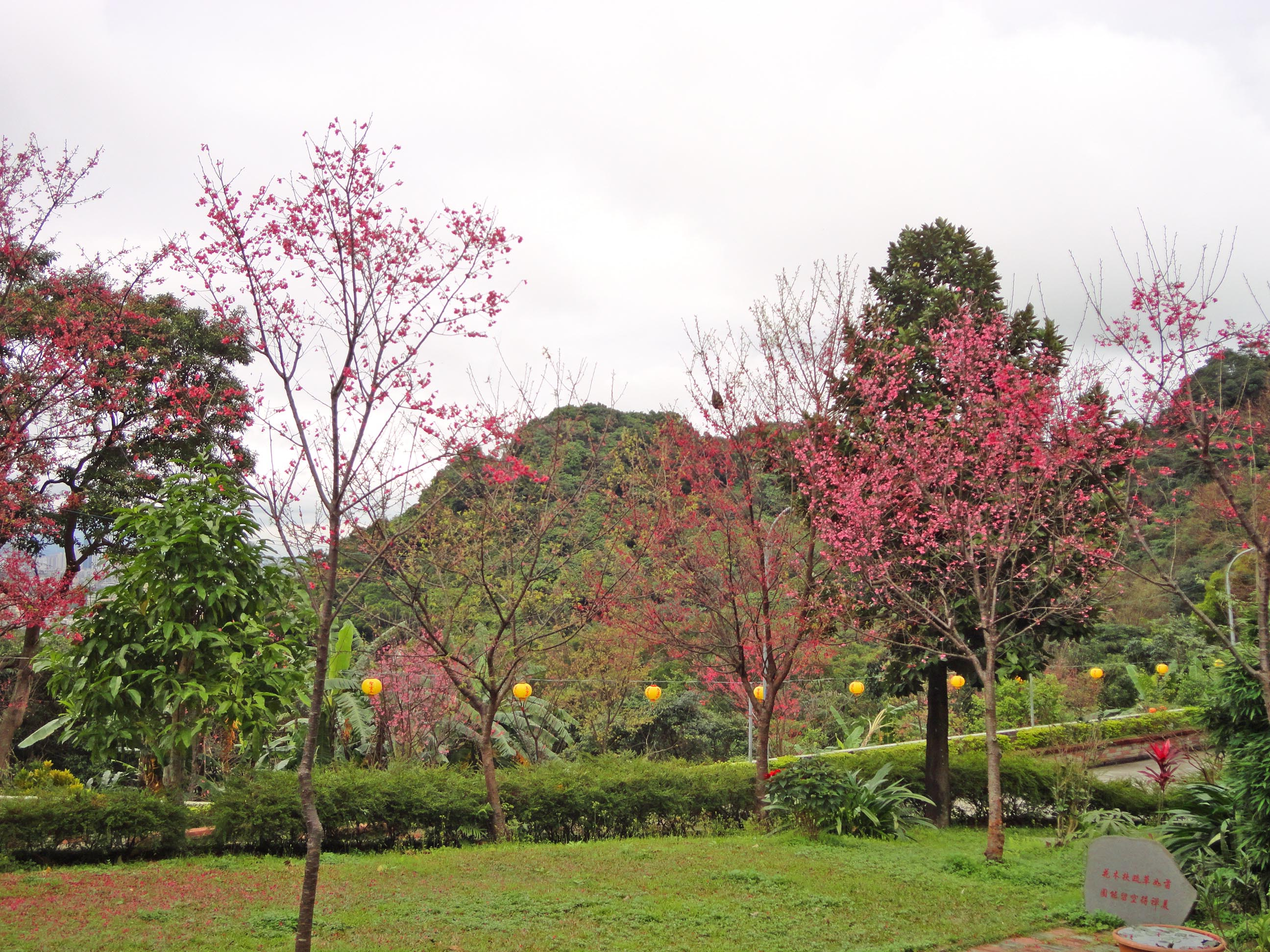
玉皇宮道場的山櫻花盛開

## 緣起
老玉皇宮原本是在半山腰岩洞的一間小廟，後來因為倒塌，故需遷址重建，原本的信徒分為兩派，一建了香火廟「玉皇宮天公廟」，一建了扶鸞廟「玉皇宮道場」。

## 玉皇宮天公廟
玉皇宮天公廟（簡稱天公廟）是中和區牛埔山稜線步道上最西側的廟宇，海拔170公尺，建於1984年，較玉皇宮道場早。主殿祀奉玉皇上帝，偏殿福德宮祀奉福德正神，主殿前方有一觀音塑像，並有一觀景平台鳥瞰台北盆地，聯外道路上有一排樓，馬路可達圓通路市區平地。天公廟目前供一般信眾膜拜。

## 玉皇宮道場

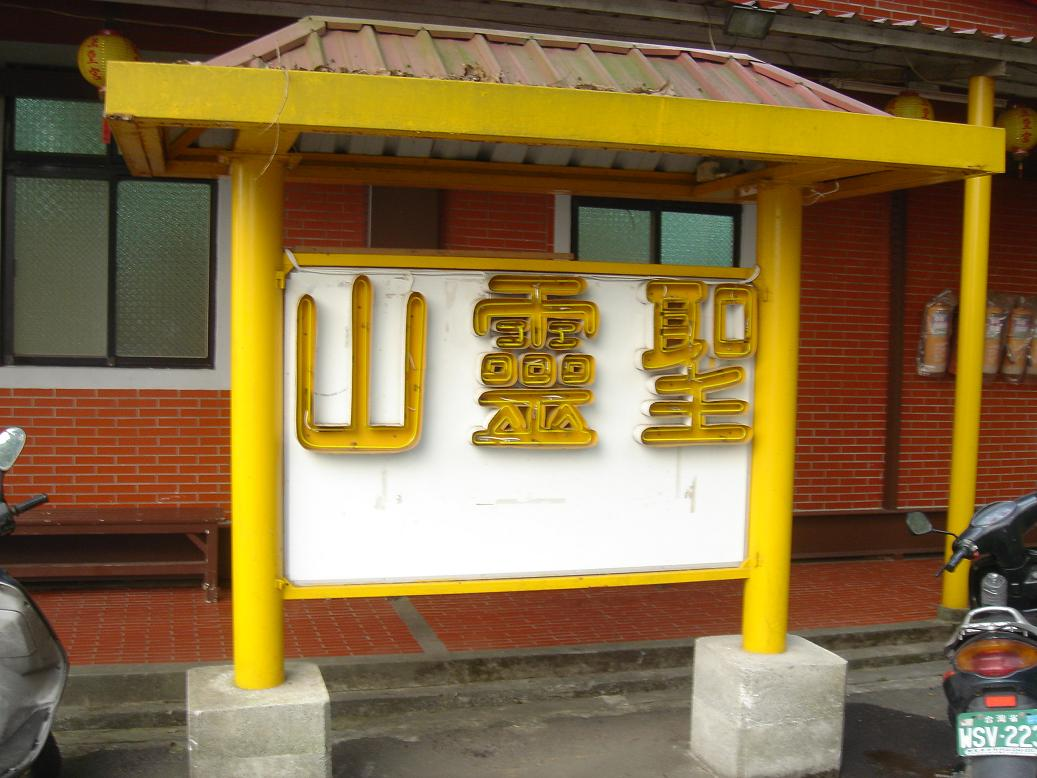
聖靈山招牌

「聖靈山玉皇宮」是玉皇宮的旁系道場所在，為一道觀，海拔較天公廟低，祀奉三官大帝。
前中油與台北捷運公司董事長陳朝威年輕時是老玉皇宮的信徒，號「理元」，老宮倒塌後，陳先在其他地方設宮扶鸞，並向當時中和市的大地主郭石頭購買員山區灰磘一帶一甲靠山的土地，並獲得郭地主協助開聯外道路。雖有一甲地，玉皇宮道場使用的土地並不多，主建築與齋堂前有道路與小型廣場，齋堂旁有一蓄水池，聯外道路在山腳設有入口建築，馬路可達員山路市區平地。聖靈山玉皇宮的流派為「道元宗」，有扶鸞活動，陳朝威為第一代宗主(堂主)。

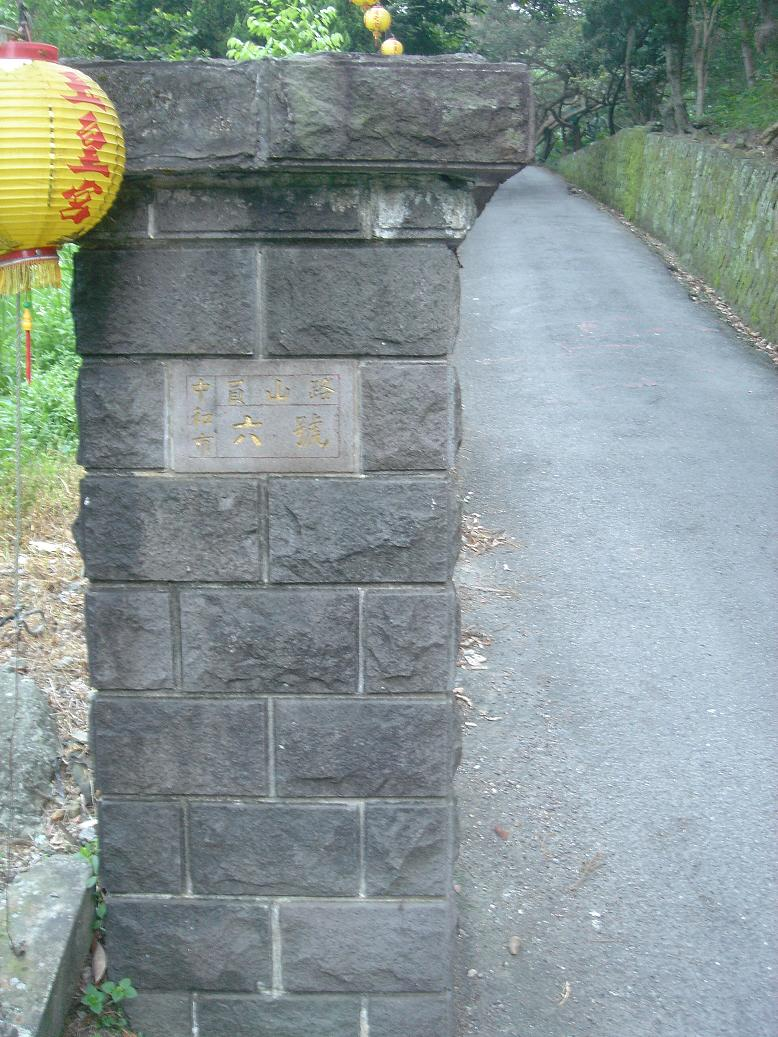
聖靈山玉皇宮道場聯外道路入口建築

## 三官大帝
三官大帝在道教諸神明中，地位僅次玉皇大帝，有「天官」紫微大帝、「地官」清靈大帝和「水官」洞陰大帝，三官大帝各有所司，天官賜福、地官赦罪、水官解厄。從中國上古時代就有祭祀天官、地官、水官的習俗，傳說中中國古代賢君中，堯帝是天官所降生，舜帝是地官所降生，禹帝是水官所降生。於三元節有祭典，三元節分為上元節農曆正月十五(天官誕辰)、中元節七月十五(地官誕辰)和下元節十月十五(水官誕辰)。

## 步道

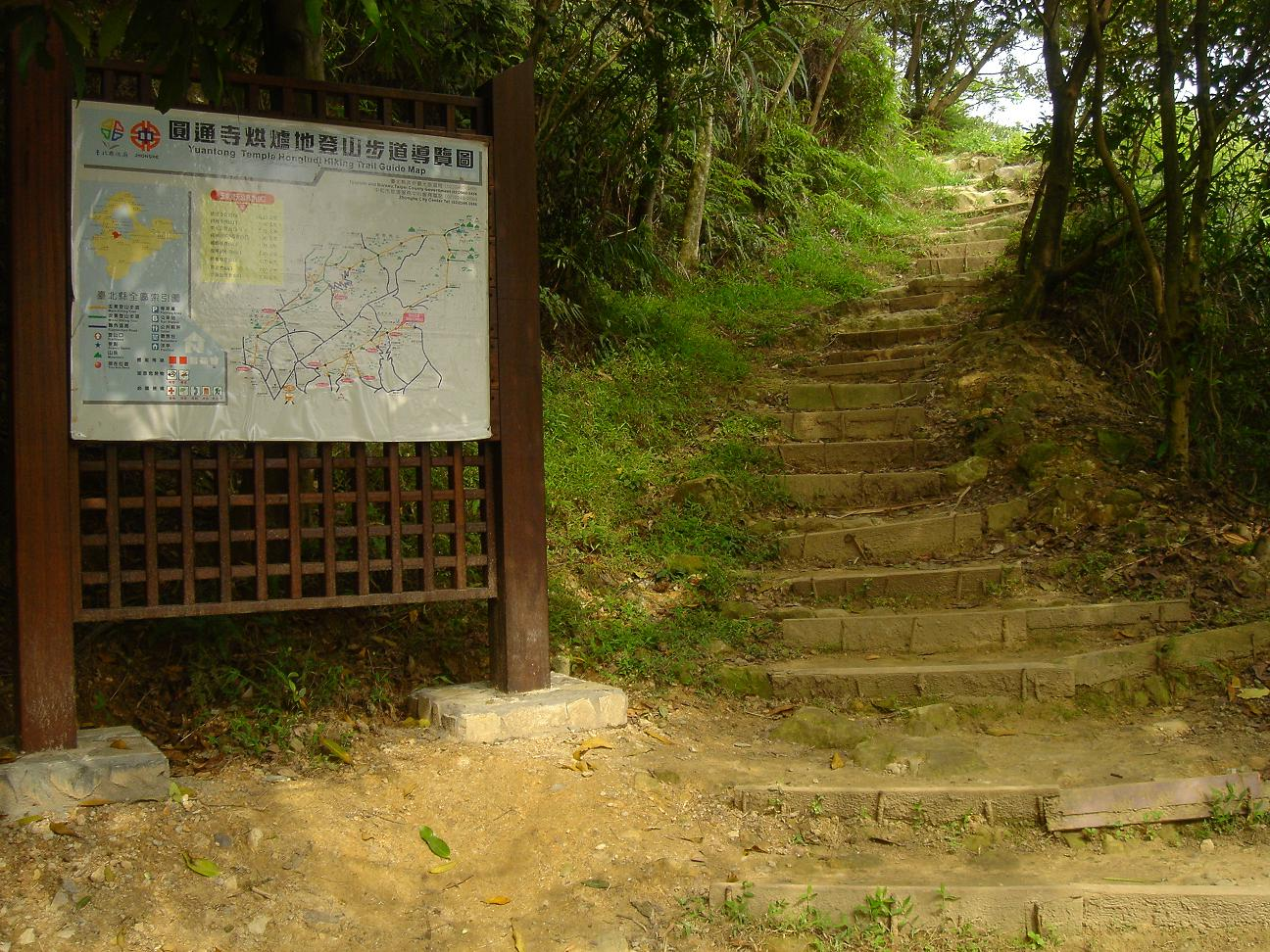
玉皇宮天公廟牌樓旁的登山步道與路線解說牌

天公廟與玉皇宮道場鄰近的登山步道皆被納入「圓通寺越嶺烘爐地登山步道」，屬於新北市登山步道系統。天公廟步道鄰接慈雲岩、圓通寺，玉皇宮道場登山口在天公廟西南方，往返其間的步道長約400公尺，往西可往土城牛埔頭山的登山步道。